# FC Wipfeld
Der FC Wipfeld ist ein Sportverein aus der unterfränkischen Gemeinde Wipfeld (Landkreis Schweinfurt). Neben der erfolgreichen Fußballabteilung werden in dem Verein die Sportarten Korbball und Leichtathletik angeboten.

## Geschichte
Seine sportlich erfolgreichste Zeit erlebte der Verein ab Ende der 1960er Jahre. Nach dem Aufstieg in die unterfränkische Bezirksliga schaffte er 1972 als Meister den Aufstieg in die Landesliga Nord. Dort hielt sich der Verein drei Saisonen lang. Nach dem Abstieg wurde er postwendend wieder Meister der Bezirksliga, verzichtete jedoch auf den erneuten Aufstieg.
Der sportlich bislang größte Erfolg gelang 1979 mit der Qualifikation für die 1. Hauptrunde um den DFB-Pokal. Dort unterlag man dem damaligen Bayernligisten FC Augsburg mit 0:7.

## Erfolge
- Meister der Bezirksliga Unterfranken: 1972, 1976
- Teilnahme am DFB-Pokal: 1979/80